# Piskî, Popilnea
Piskî (în ucraineană Піски) este un sat în comuna Saverți din raionul Popilnea, regiunea Jîtomîr, Ucraina.

## Demografie
Componența lingvistică a localității Piskî
     Ucraineană (97,14%)
     Rusă (2,86%)
Conform recensământului din 2001, majoritatea populației localității Piskî era vorbitoare de ucraineană (97,14%), existând în minoritate și vorbitori de rusă (2,86%).